# Procès des sorcières de Fulda

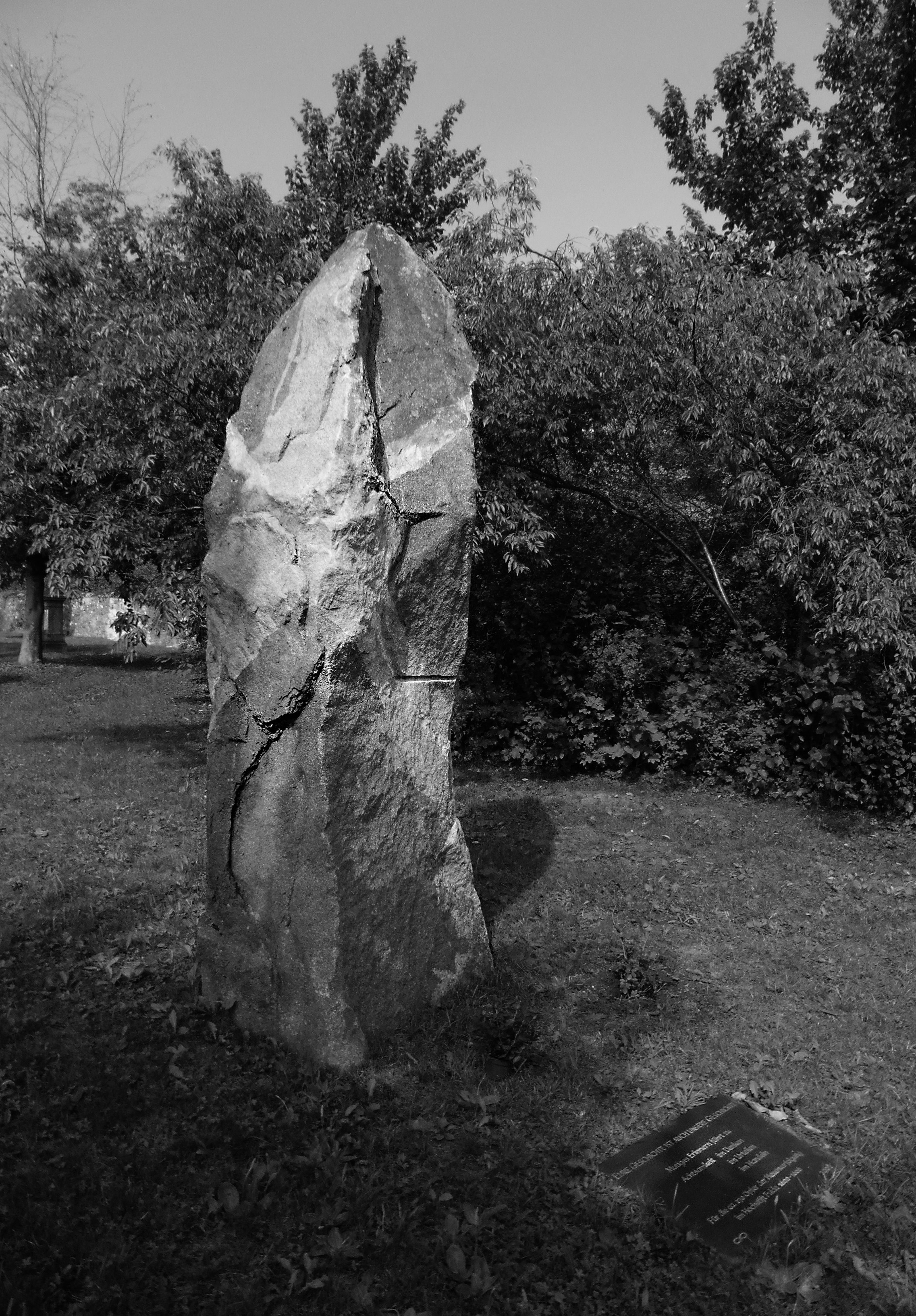
Mémorial du procès des sorcières de Fulda (2008)

Le procès des sorcières de Fulda, en Saint-Empire, s'est déroulé de 1603 à 1606 et a entraîné la mort d'environ 250 personnes. 
C'est l'un des quatre plus grands procès de sorcières en Saint-Empire, avec le procès des sorcières de Trèves, le procès des sorcières de Wurtzbourg et le procès des sorcières de Bamberg. Les persécutions ont été ordonnées par le prince évêque catholique, adepte de la Contre-Réforme. Des crypto-protestants ont été exécutés pour sorcellerie. 

## Histoire
Les procès de sorcières ont été ordonnés par le prince-abbé Balthasar von Dernbach, qui avait été exilé par les luthériens en 1576 après sa politique de contre-réforme, et est revenu au pouvoir en 1602. 
Les persécutions de sorcellerie étaient présidées par Balthasar Nuss, qui s'était attaché à l'abbé pendant son exil et fut ensuite nommé Zentgraf de Hofbieber et Malefizmeister.
Les enquêtes commencent en mars 1603, et peu de temps après, les arrestations débutent dans la ville. L'une des premières et des plus connues des victimes est Merga Bien, dont l'affaire concernait la Chambre impériale.
Dornbach est un adepte de la Contre-Réforme et Nuss arrêtent aussi des crypto-protestants accusés de sorcellerie. 
Le nombre exact de victimes n'est pas connu, mais on sait qu'elles ont été au moins supérieures à 200 ; les accusateurs de Nuss l'ont accusé d'avoir accusé 239 personnes, alors qu'il en a admis 205.
Les chasses aux sorcières cessent peu après la mort du prince-abbé le 15 mars 1605. En 1606, Nuss est emprisonné et accusé de s'être enrichi. Il reste en détention pendant 13 ans puis est décapité en 1618.